# Células de borda
As células de borda (também conhecidas como  células de fronteira) são neurônios encontrados no hipocampo que respondem especificamente à presença de uma fronteira ambiental. A existência de células com essas características de disparo foi prevista pela primeira vez com base nas propriedades das células de lugar. Posteriormente, as células de borda foram descobertas em várias regiões da formação do hipocampo: o subículo, o pré-subículo e o córtex entorrinal.

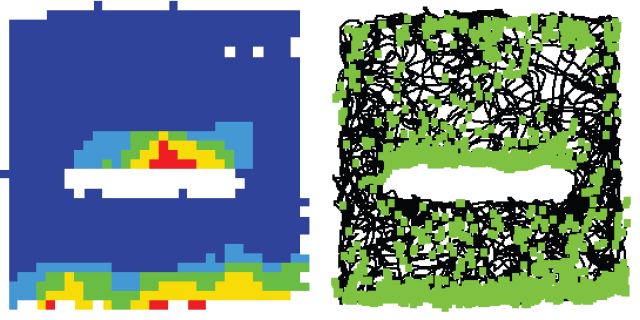
Taxa de disparo de uma célula de borda registrado no subículo de rato, com escala do azul ao vermelho. À direita: o caminho percorrido pelo rato é mostrado em preto, os locais onde os picos foram registrados indicados por quadrados verdes

O'Keefe e Burgess notaram que os campos de disparo das células de lugar, que respondem apenas em uma área circunscrita do ambiente de um animal, tendiam a disparar em locais "correspondentes" quando a forma e o tamanho do ambiente eram alterados. Por exemplo, uma célula de lugar que disparou no canto nordeste de um ambiente retangular pode continuar a disparar no canto nordeste quando o tamanho do ambiente foi dobrado. Para explicar essas observações, os grupos de Burgess e O'Keefe desenvolveram um modelo computacional que dependia de entradas sensíveis à geometria do ambiente. As células de borda hipotéticasresponderiam (em teoria) aos limites ambientais em determinadas distâncias e direções alocêntricas do rato.
Estudos separados emergentes de diferentes grupos de pesquisa identificaram células com essas características no subículo, córtex entorrinal e pré e para-subículo onde foram descritas como border cells ou boundary cells (células de borda). Esses termos são um tanto intercambiáveis; as características funcionais de definição críticas associadas aos diferentes esquemas de rotulagem são bastante arbitrárias e quaisquer diferenças funcionais nas células encontradas em diferentes regiões anatômicas ainda não são totalmente claras. Por exemplo, neurônios classificados como "células de fronteira" podem incluir alguns que disparam em curto alcance para qualquer limite ambiental (independentemente da direção).
No córtex entorrinal medial (MEC), as células de fronteira/borda compreendem cerca de 10% da população local, sendo mescladas com células da grade e células da direção da cabeça (HD). Durante o desenvolvimento, as células de fronteira do MEC (e as células HD, mas não as células da grade) mostram campos de disparo semelhantes aos dos adultos assim que os ratos são capazes de explorar livremente seu ambiente por volta dos 16-18 dias de idade. Isso sugere que as células HD e de borda, e não as células de grade, fornecem a primeira entrada espacial crítica para as células de lugar do hipocampo.